# Refugio Don Bosco
El refugio Don Bosco - Huascarán es un albergue de montaña situado en las faldas del nevado Huascarán a 4700 m s. n. m., en el parque nacional Huascarán, departamento de Áncash, Perú. Tiene una capacidad de 60 plazas y es el punto de partida para el ascenso al pico sur (6757 m s. n. m.) y al pico norte (6655 m s. n. m.).
Forma parte del grupo de 5 refugios construidos por los voluntarios peruanos e italianos de la Operación Mato Grosso dentro del programa Don Bosco en los Andes encabezado por el sacerdote italiano Ugo de Censi. En su construcción se utilizaron las técnicas arquitectónicas de los refugios alpinos.
Ha sido utilizado por expediciones científicas y de montaña para acceder al nevado Huascarán. En julio de 2019 el presidente Martín Vizcarra llegó al refugio acompañando a investigadores de la Universidad Estatal de Ohio y del Instituto Nacional de Investigación en Glaciares y Ecosistemas de Montaña.